# Vladimir Jankélévitch
Vladimir Jankélévitch (Bourges, 31 d'agost de 1903 - París, 6 de juny de 1985) fou un musicòleg i filòsof francès.

## Biografia
Jankélévitch era fill de pares jueus russos, que havien emigrat a França. El seu pare, metge, va ser un dels primers traductors de Sigmund Freud en francès. El 1922 va començar a estudiar filosofia a l'École normale supérieure de París, amb el professor Bergson. Des de 1927 fins a 1932 va ser professor a l'Institut Francès de Praga, on va escriure el seu doctorat sobre Friedrich Schelling. Va tornar a França el 1933, on va ensenyar al Lycée du Parc, a Lió, i en moltes universitats, incloent la de Tolosa del Llenguadoc i la de Lilla. El 1941 es va unir a la Resistència francesa a Toulouse. Després de la guerra, el 1951, va ser nomenat per la càtedra de Filosofia moral a la Sorbona, on va ensenyar fins a 1978.
L'extrema subtilesa del seu pensament és evident en tota la seva obra, on als matisos més lleus se'ls atorga una gran importància. La seva filosofia es fonamenta en el concepte de no-sé-què i en el de gairebé res («je ne sais quoi» i «presque rien», en francès). És el moment concret, l'instant fugisser i brevíssim, (l'esdevenir de la filosofia clàssica), l'únic moment de plenitud de la vida humana. No hi ha simetria entre un 'encara no' i un 'mai més', però la vida consisteix en la recerca i en la construcció de petits moments de felicitat i de plenitud dins l'angoixa. Qui ha tingut una experiència d'aquest «je ne sais quoi» inefable, que ell presenta com a "atmosfera" resta transformat per a tota la seva vida.
Va ser un refinat pianista i musicòleg i un gran admirador de l'obra de Frederic Mompou, que divulgà a França. La concepció de l'instant, que l'acosta a la poesia simbolista en molts moments, el feu també molt sensible al valor metafísic de la música, tema sobre el qual escriví un gran nombre de textos. La música mima la irreversibilitat mateixa del temps, i al mateix temps en potencia el discórrer. A través de la repetició,la música expressa el temps de manera intraduïble.
Jankélévitch, es va interessar també pels místics espanyols, i especialment per Sant Joan de la Creu. Reivindicava la influència del platonisme, el neoplatonisme i les fonts patrístiques gregues en l'establiment del seu pensament essencialment agnòstic i es va mantenir ferm en la seva oposició a la influència filosòfica germànica.
La teoria moral de Jankélévitch es resumeix en el seu llibre La paradoxa de la moral (1981). La moral és edificada sobre paradoxes, la més significativa de les quals és que el deure moral és infinit i cert (sempre se sap què cal fer moralment i sobretot sempre se sap que no s'ha de fer sota cap circumstància), però per portar la moral a la pràctica cal fer-ho amb mitjans limitats, hipotètics i ambigus, que sovint no sabem com gestionar.
En l'aspecte polític, fou sempre contrari a l'oblit i el perdó dels crims nazis contra la humanitat, que considerava crims metafísics, contra l'essència mateixa de l'home. Sota el títol de L'Imprescriptible es troben reunits dos textos: Perdonar? i En l'honor i la dignitat, del 1971 i del 1948 respectivament, que resumeixen la seva oposició a l'oblit històric i que resumia en la frase: "El perdó va morir en els camps de la mort".
Henri Bergson el va designar com a marmessor i hereu de la seva obra, juntament amb el catòlic Jean Guitton. El seu deixeble català més important fou Lluís Sala-Molins.

## Obres
- 1931: Henri Bergson
- 1933: L'Odyssée de la conscience dans la dernière philosophie de Schelling
- 1933: Valeur et signification de la mauvaise conscience
- 1936: La Mauvaise conscience
- 1936: L'Ironie ou la bonne conscience
- 1938: L'Alternative
- 1938: Gabriel Fauré, ses mélodies, son esthétique
- 1939: Ravel (Traduït al català a Edicions 62)
- 1942: Du mensonge
- 1947: Le Mal
- 1949: Traité des vertus
- 1950: Debussy et le mystère de l'instant
- 1954: Philosophie première introduction à une philosophie du Presque
- 1956: L'Austérité et la Vie morale
- 1957: Le Je-ne-sais quoi et le presque-rien
- 1960: Le Pur et l'impur
- 1961: La Musique et l'Ineffable
- 1963: L'Aventure, l'Ennui, le Sérieux
- 1966: La Mort
- 1967: Le pardon, traduïda al català per Begoña Capllonch (El perdó, Fragmenta Editorial, 2024, ISBN 9788410188525)
- 1968: Le Sérieux de l'intention
- 1970: Les Vertus et l'Amour
- 1971: L'Imprescriptible
- 1972: L'Innocence et la méchanceté
- 1974: L'Irréversible et la nostalgie
- 1978: Quelque part dans l'inachevé, en collaboration avec Béatrice Berlowitz
- 1980: Le Je-ne-sais-quoi et le presque rien
- 1981: Le Paradoxe de la morale